# Großsteingräber bei Kleinwaabs
Die Großsteingräber bei Kleinwaabs (auch Großsteingräber bei Klein Waabs) sind zwei stark zerstörte megalithische Grabanlagen der jungsteinzeitlichen Trichterbecherkultur bei Kleinwaabs, einem Ortsteil von Waabs im Kreis Rendsburg-Eckernförde in Schleswig-Holstein. Sie tragen die Sprockhoff-Nummern 69 und 70.

## Lage
Die Gräber liegen westlich von Waabs bei Aschenberg auf einem Feld. Grab 2 liegt direkt nordöstlich von Grab 1.
In der näheren Umgebung gibt es mehrere weitere Großsteingräber: 800 m westsüdwestlich liegen die Großsteingräber bei Rotensande, 900 m südsüdwestlich befindet sich das Großsteingrab Sophienhof, 1,9 km südöstlich das Großsteingrab Langholz, 2 km südlich das Großsteingrab Lehmberg und 2,6 km westnordwestlich das Großsteingrab Holzdorf.

## Beschreibung

### Grab 1
Diese Anlage besitzt ein annähernd ost-westlich orientiertes rechteckiges Hünenbett mit einer Länge von etwa 100 m. Sophus Müller konnte Anfang des 20. Jahrhunderts noch einige Umfassungssteine und die Entnahmegruben weiterer Steine feststellen. Ernst Sprockhoff fand 1934 nur noch die Hügelschüttung, aber keine erhaltenen Umfassungssteine mehr vor. Eine Grabkammer war nicht auszumachen.

### Grab 2
Diese Anlage besitzt ein Hünenbett, dessen Ausmaße sich nicht sicher bestimmen lassen. Sophus Müller konnte Anfang des 20. Jahrhunderts noch einige Umfassungssteine feststellen. Ernst Sprockhoff fand 1934 nur noch einen flachen, kurzen Erdrücken ohne Umfassung vor. Eine Grabkammer war nicht auszumachen.